# Porto Jofre
Porto Jofre è una località del Brasile, situata nello Stato del Mato Grosso. La città è circondata dal Pantanal, ed è collegata a Cuiabá tramite la strada conosciuta con il nome Transpantaneira.